# Ifta
Ifta ist ein Stadtteil von Treffurt im Wartburgkreis in Thüringen (Deutschland). Zu Ifta gehört die Kleinsiedlung Wolfmannsgehau.

## Geografie

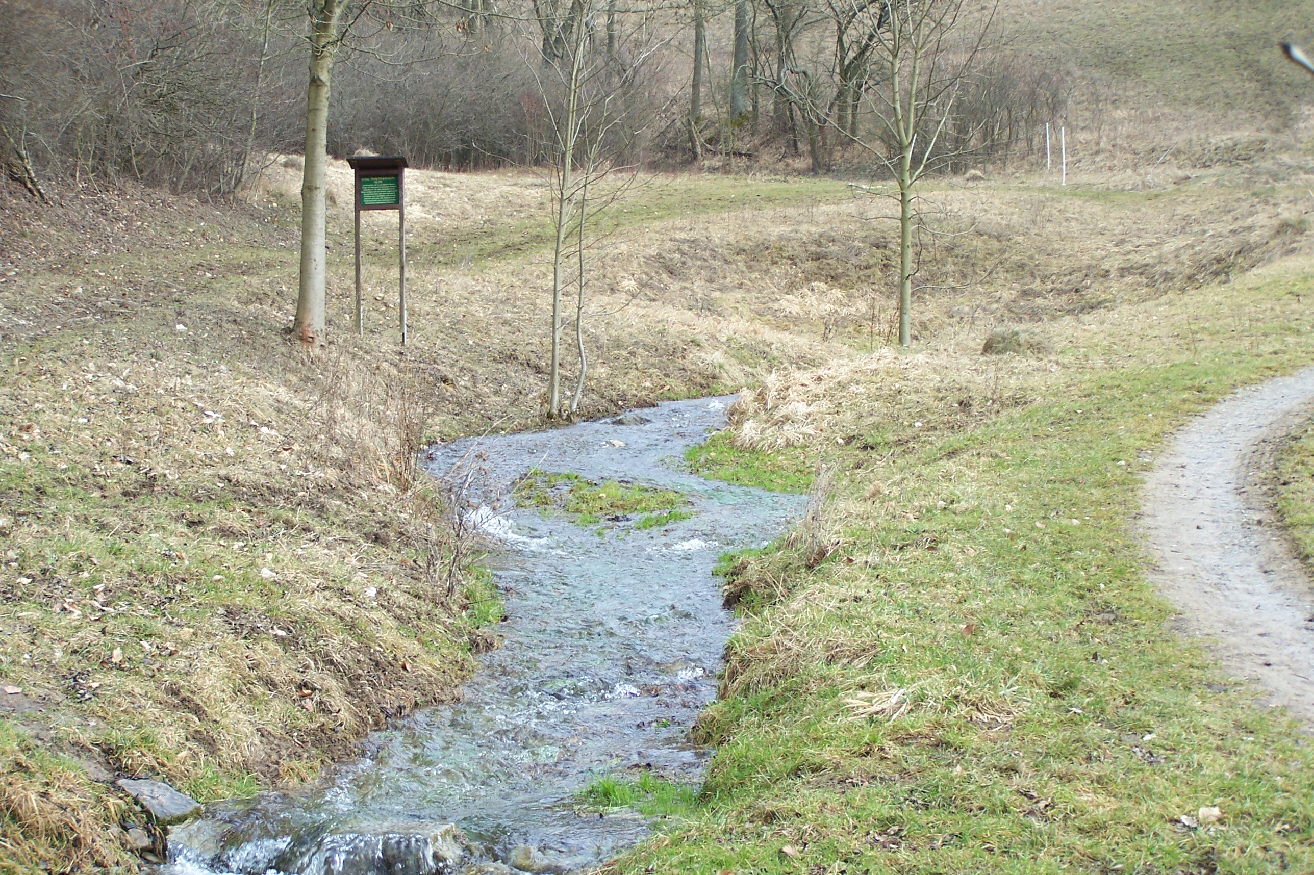
Der Klingborn

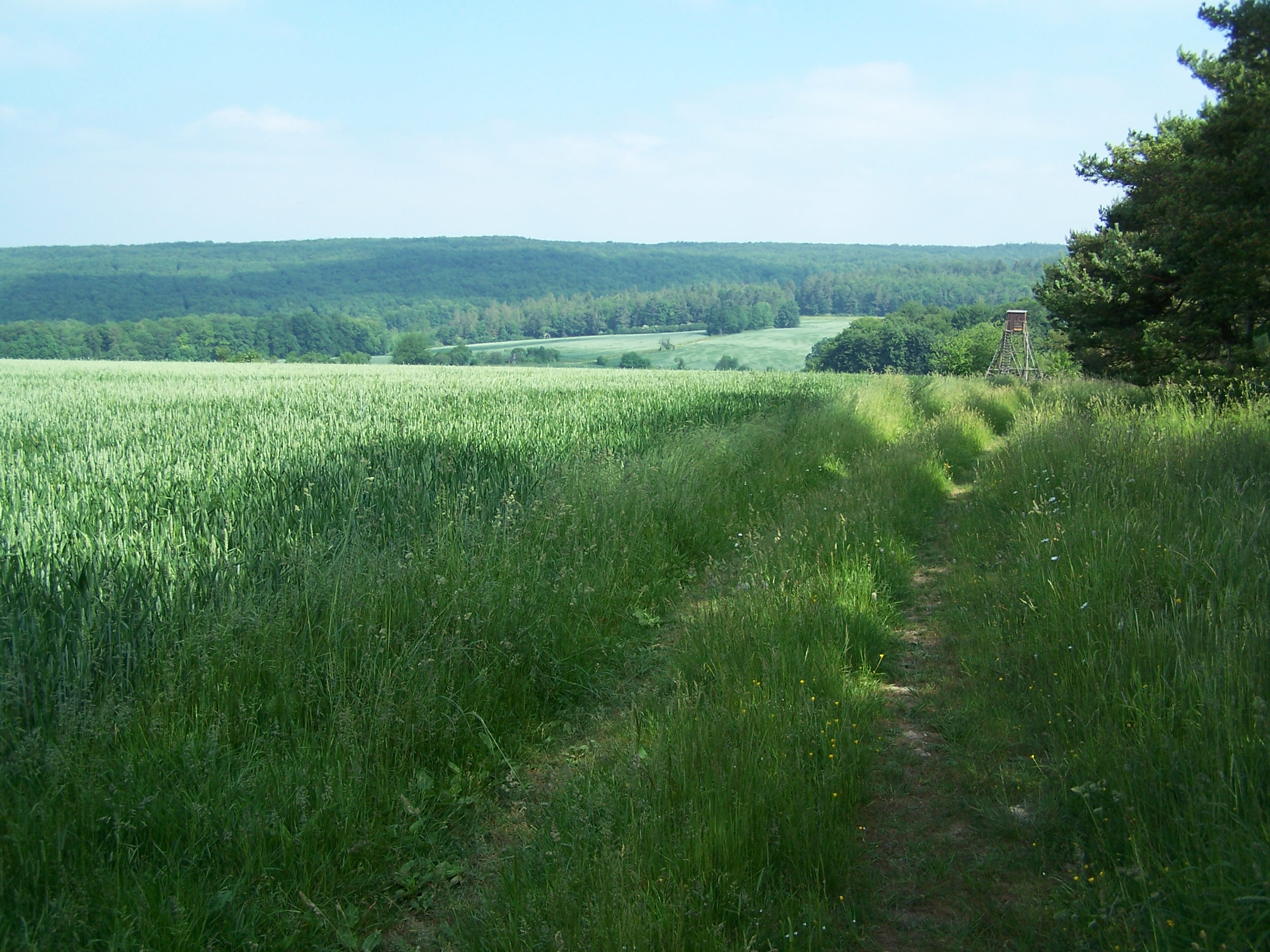
Blick vom Kehrberg in das Mertelstal unweit Wolfmannsgehau

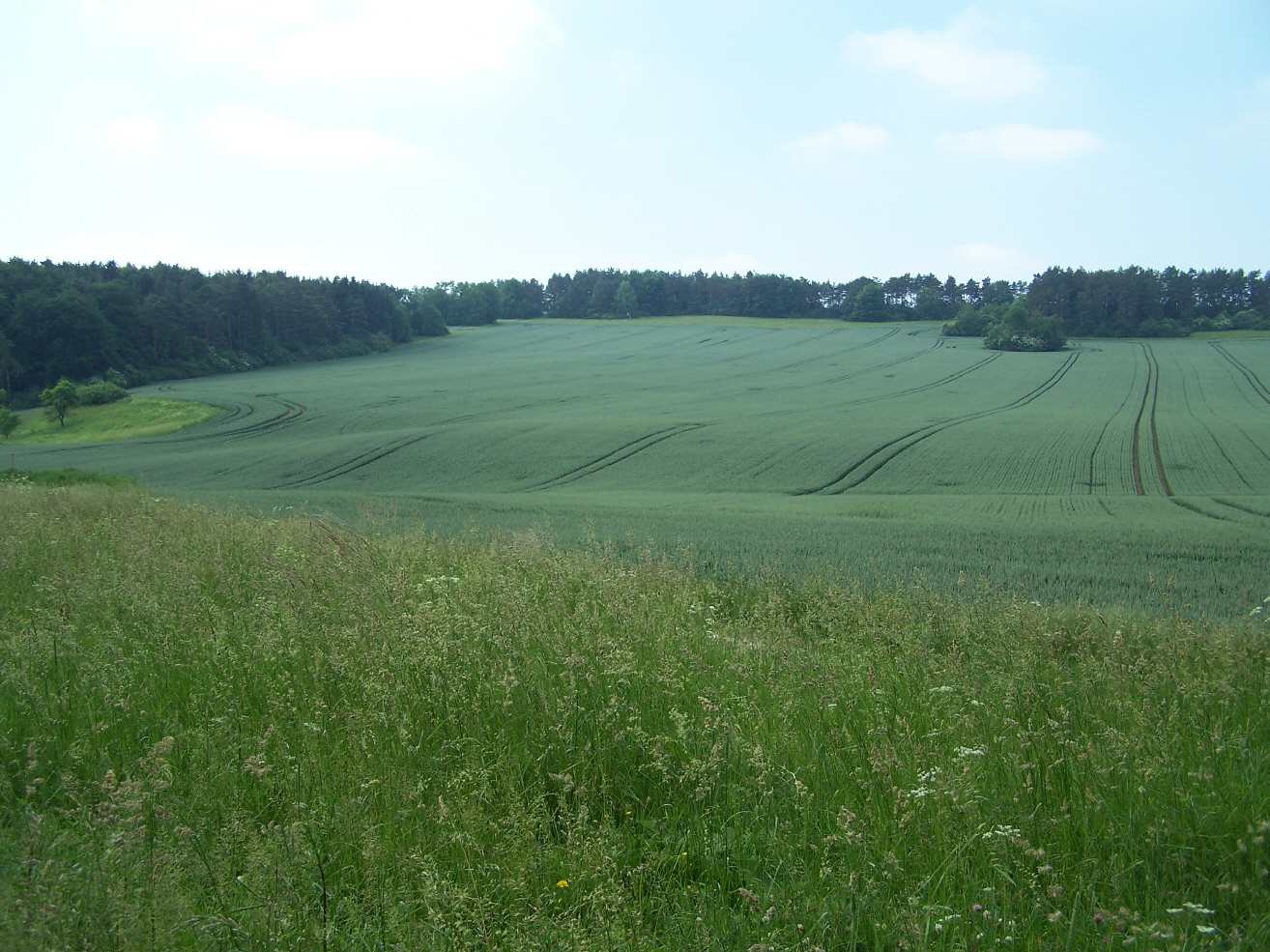
Blick über das Melmental bei Ifta

Die Ortslage von Ifta ist ein Straßendorf, der Ort befindet sich knapp zwei Kilometer östlich der Grenze zu Hessen. Die Gemeinde besteht heute aus den beiden Ortsteilen Ifta und Wolfmannsgehau, eine zwei Kilometer nordwestlich in einem Seitental gelegene Kleinsiedlung. Der Hauptort Ifta befindet sich rund fünf Kilometer westlich von Creuzburg und etwa fünfzehn Kilometer nordwestlich von Eisenach.
Ifta zählt naturräumlich bereits zum Ringgau, dessen östliche Ausläufer bei Creuzburg (Blaue Stirn) und Pferdsdorf (Kielforst) zu finden sind. Eingebettet ist Ifta in ein sanftes Hügelgebiet des Tals der Ifta, die einen westlichen Zufluss der Werra darstellt, und liegt auf etwa 235 m ü. NN. Höchste Erhebungen sind der Dreiherrenstein (488,5 m ü. NN), der Hagenberg (414,6 m ü. NN), der Kehrberg (413,3 m ü. NN) und der Entenberg (375 m ü. NN). Der Heldrastein ist mit (503,8 m ü. NN) eine weithin sichtbare Landmarke unweit der nördlichen Gemarkungsgrenze. Die Seitentäler Mertelstal, Melmental und das Ölbachtal werden landwirtschaftlich (Ackerbau und Milchviehzucht) genutzt.
Der einstige Grenzstreifen bei Ifta ist mit einer Gesamtlänge von etwa zehn Kilometern als Teil des Biotop-Verbundes Grünes Band Deutschland unter Naturschutz gestellt.

## Geschichte

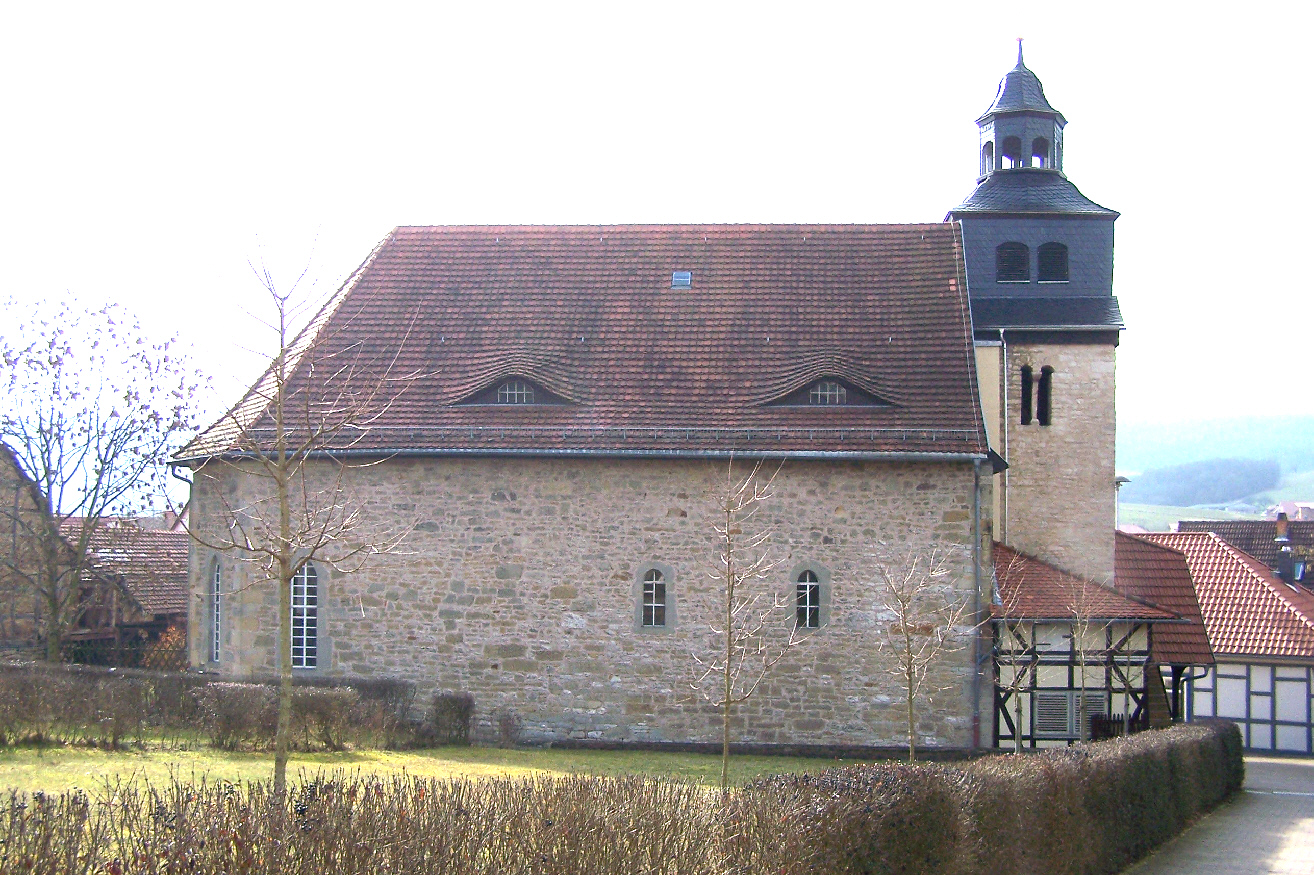
Die Trinitatiskirche

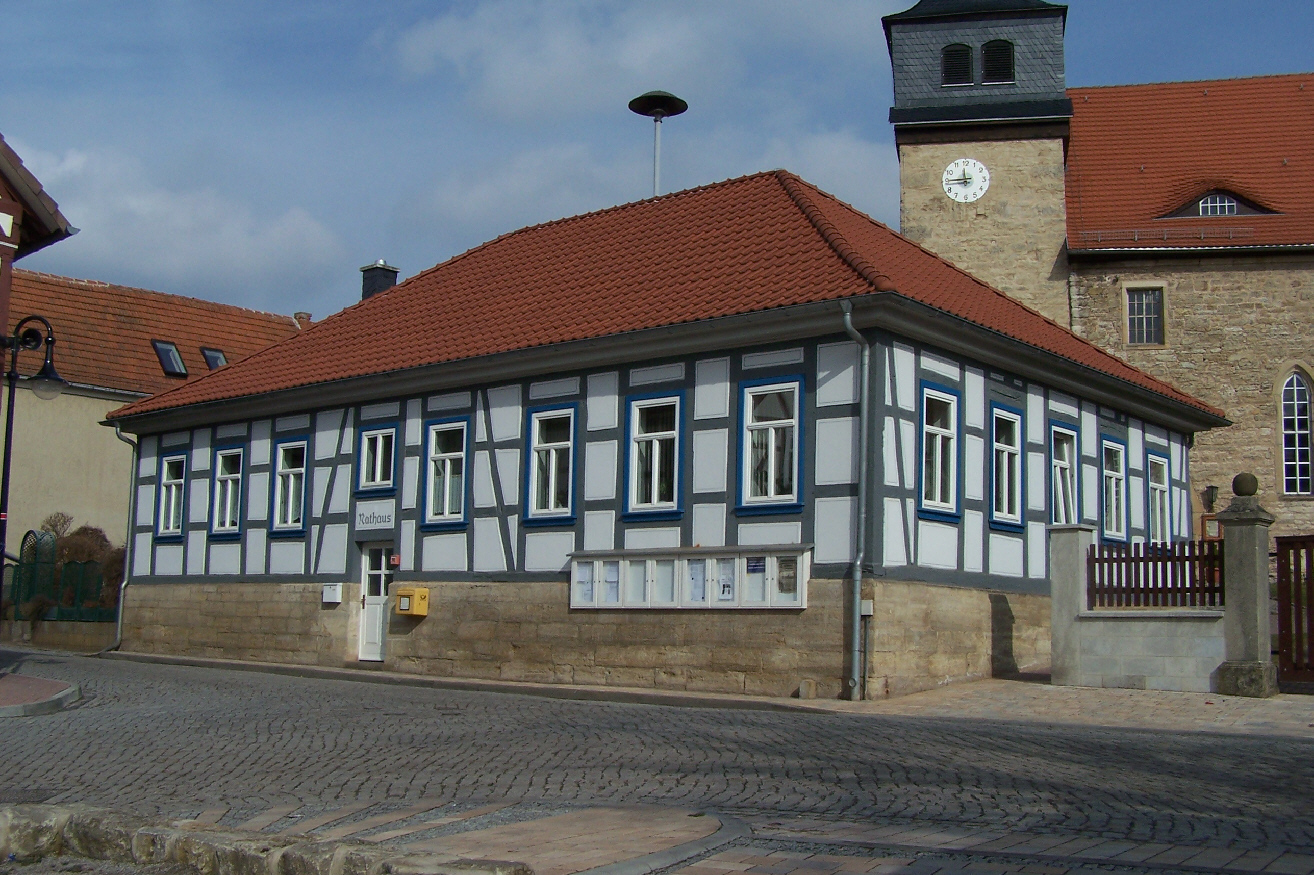
Das Rathaus

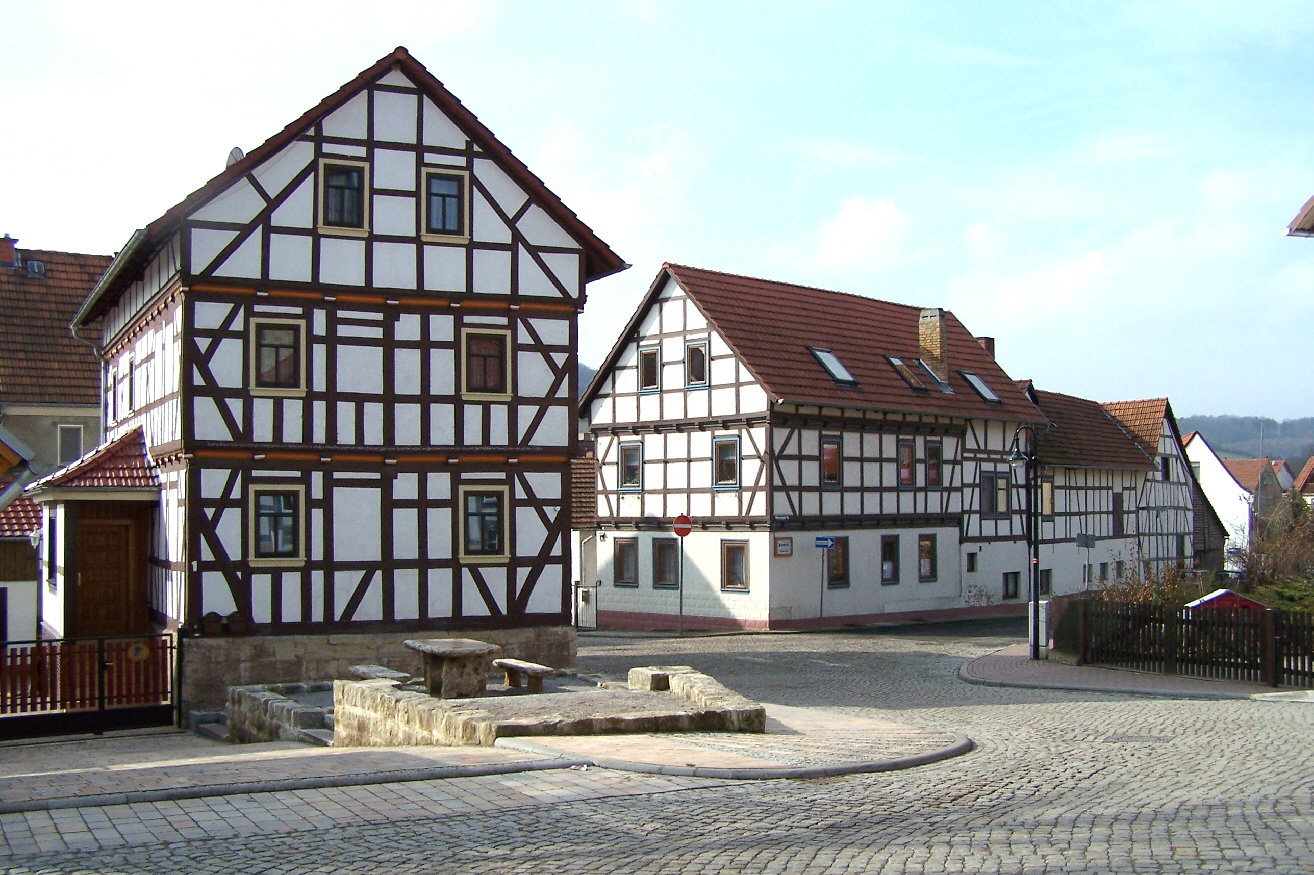
Markt mit restauriertem Gericht

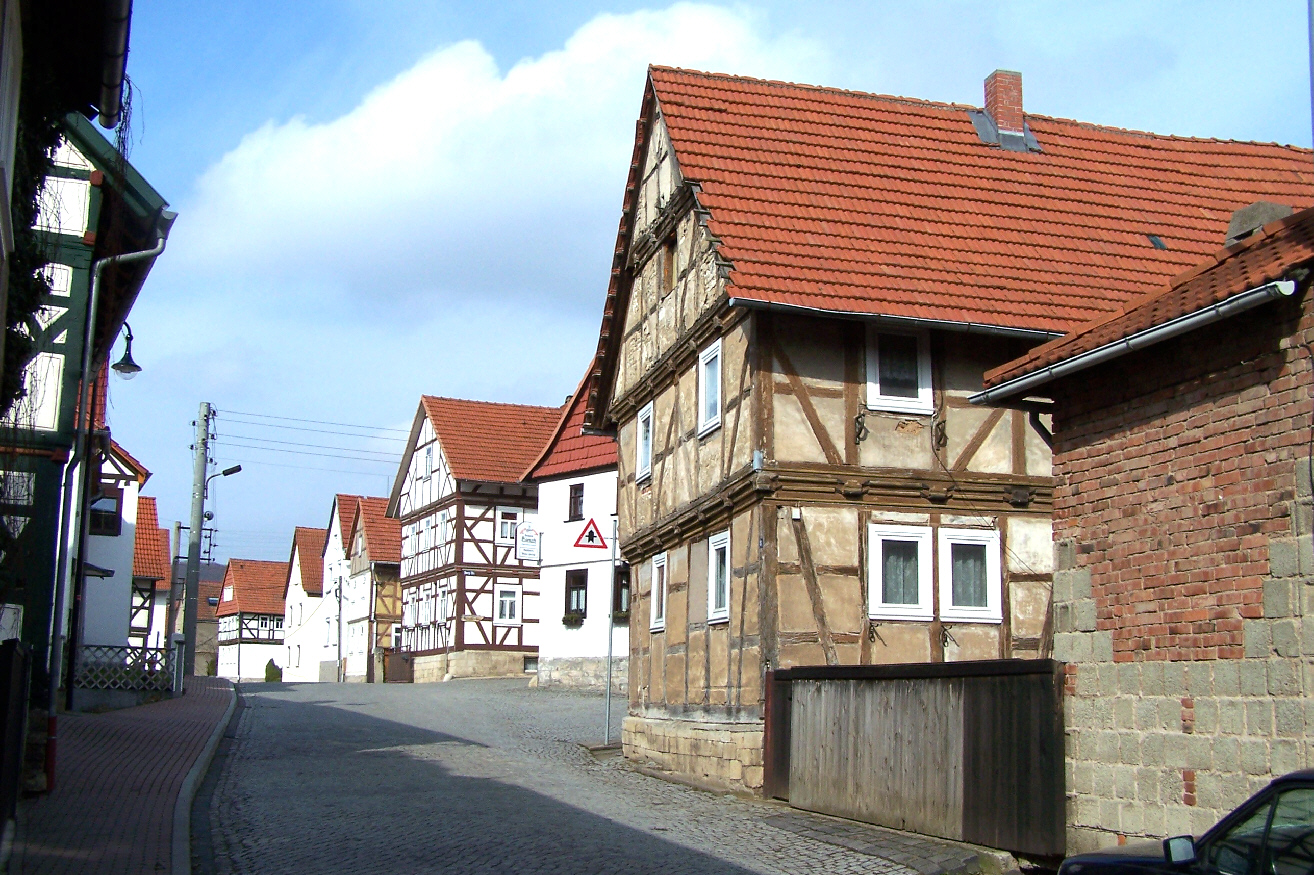
Fachwerkhäuser in der Ortslage

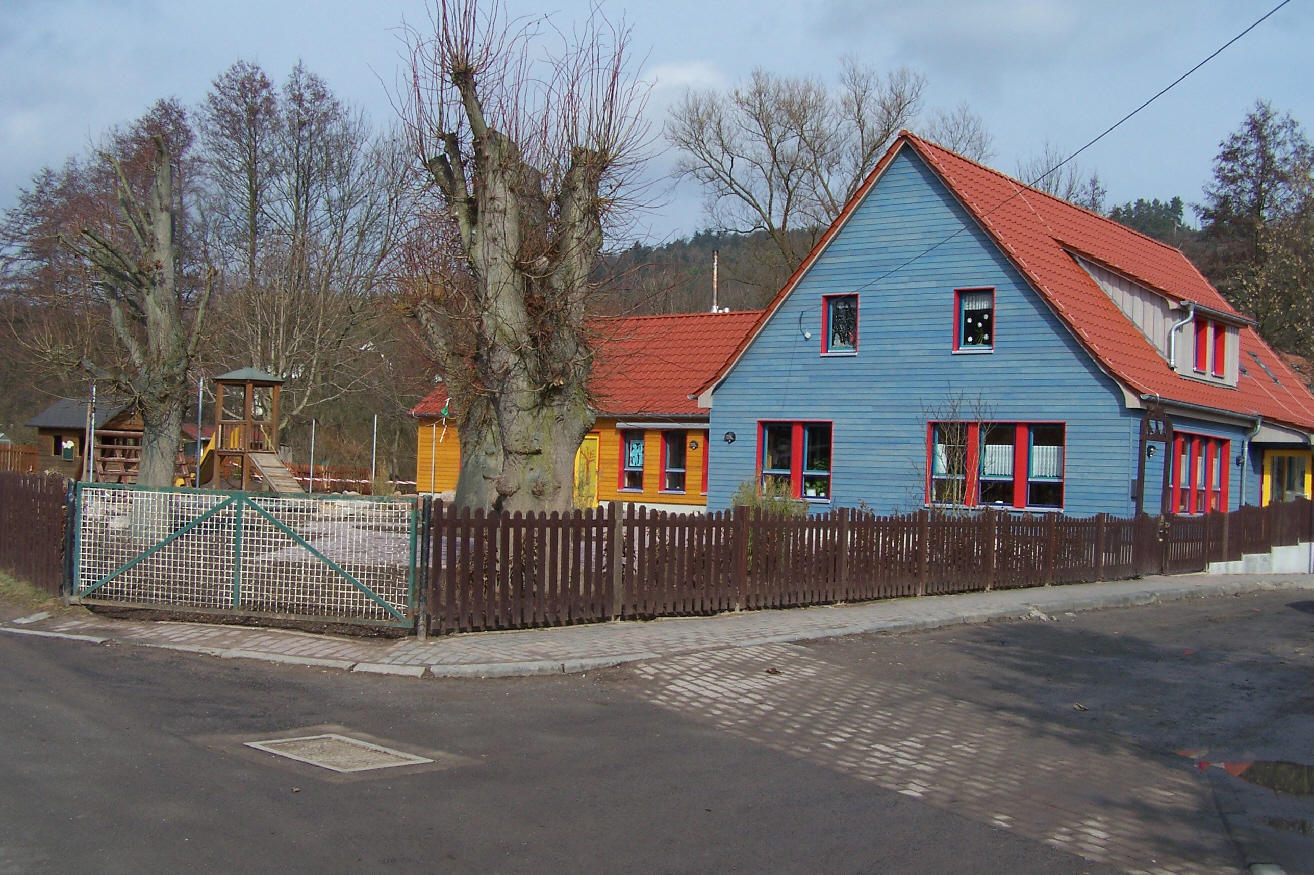
Der Kindergarten

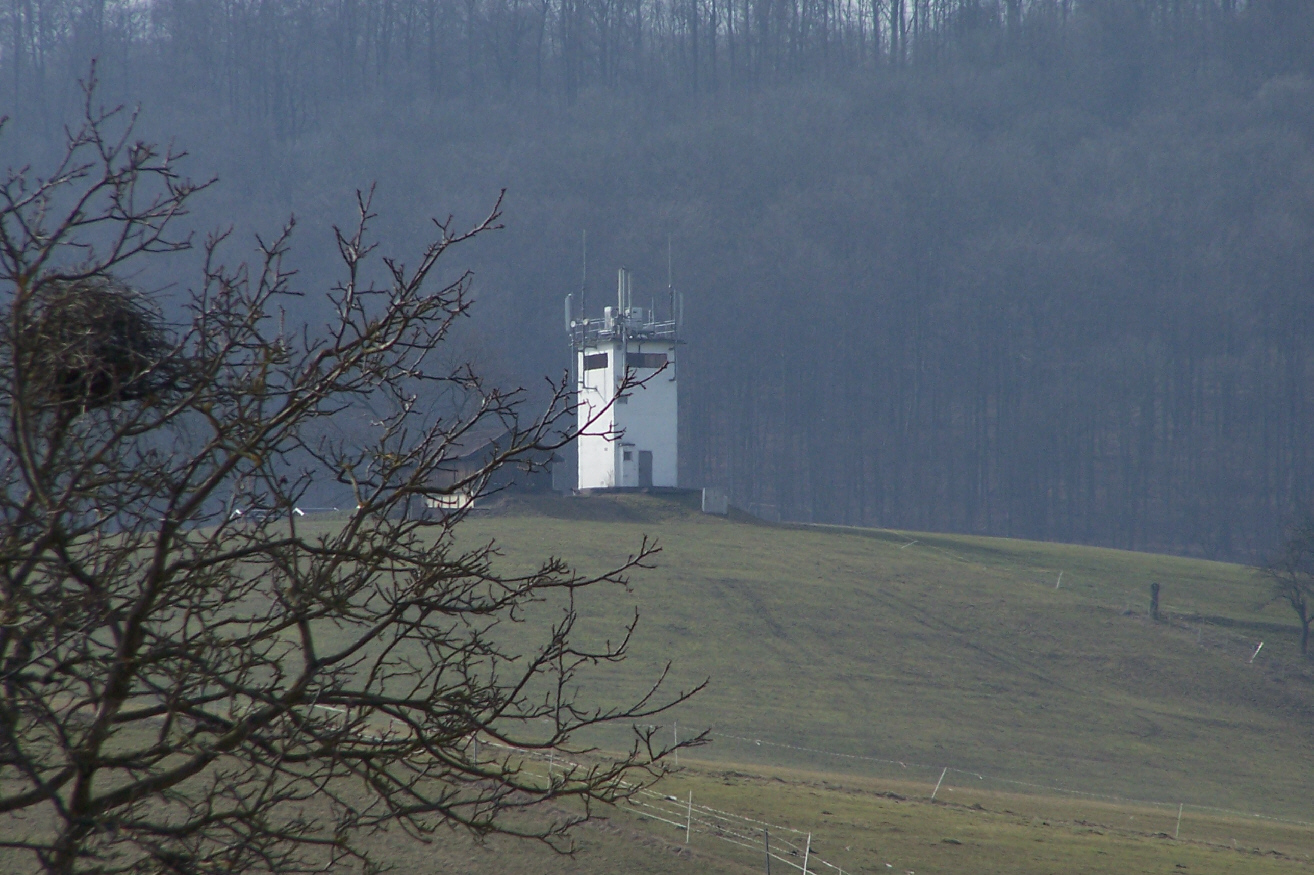
Wachturm südlich von Ifta

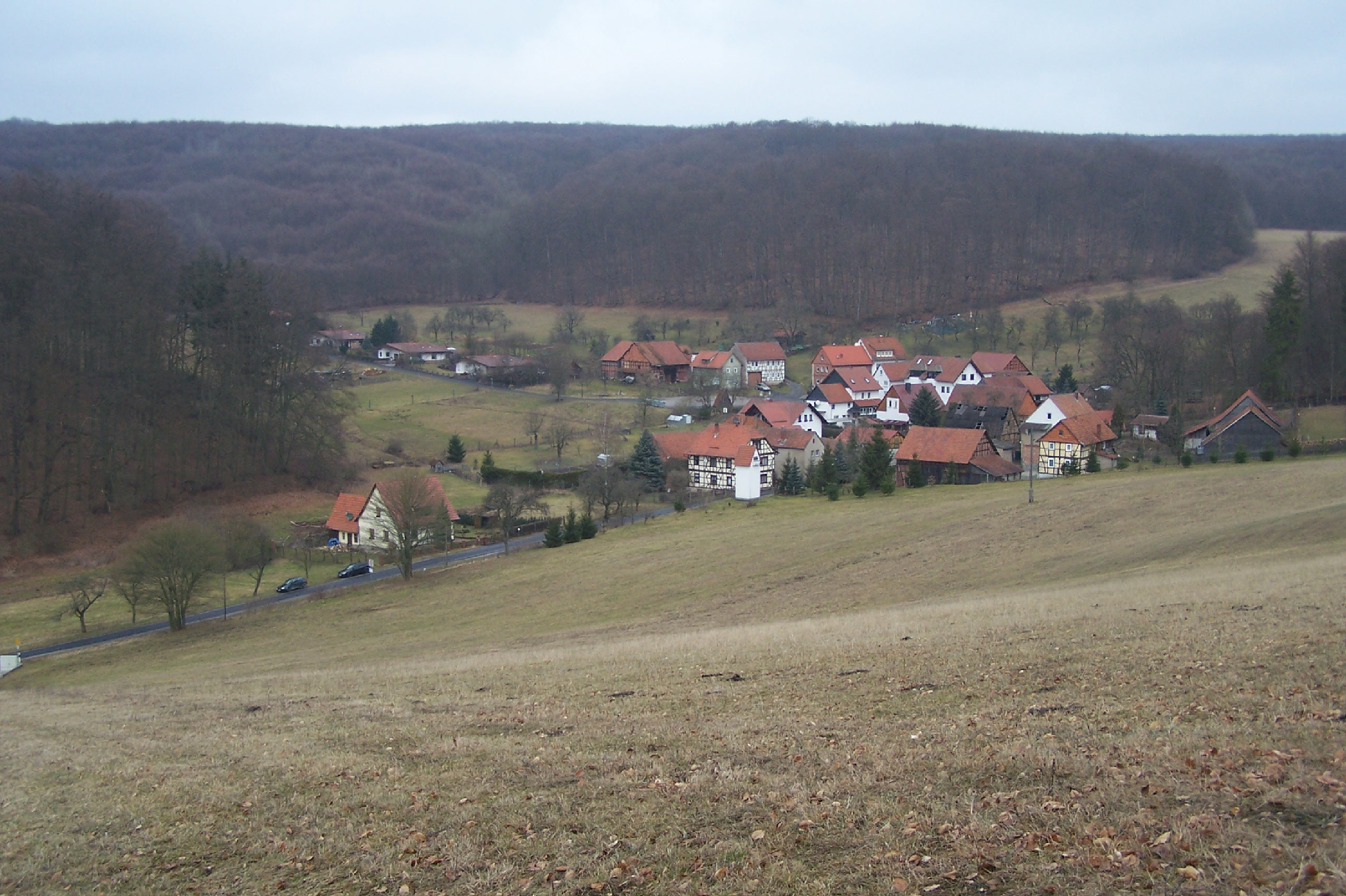
Ortsteil Wolfmannsgehau

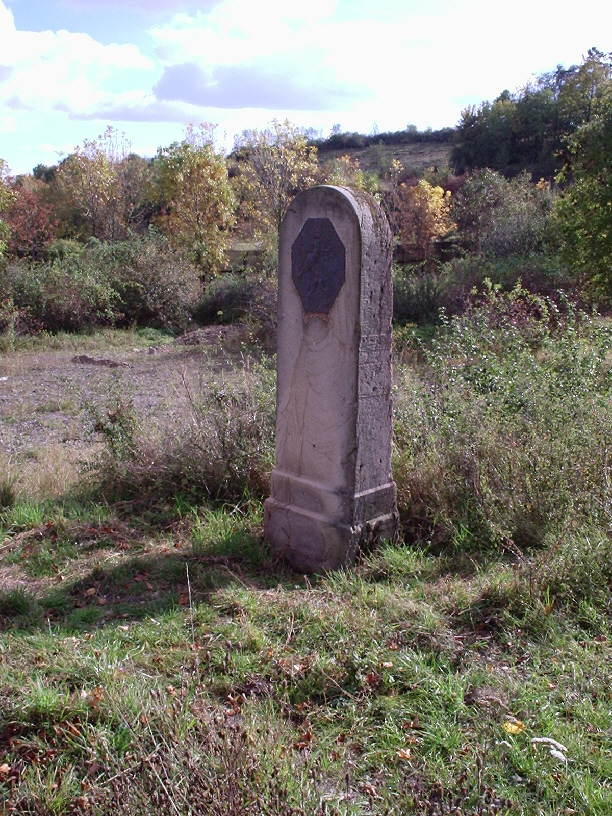
Ein kurhessischer Löwe auf dem Hoheitsstein

Der Ort Yfide wurde im Sommer des Jahres 1260 in einer Urkunde des Klosters Frauensee erstmals erwähnt. Der Ort ist jedoch wesentlich älter, was durch archäologische Funde an der Ifta belegt werden kann.
Die Geschichte Iftas ist eng mit dem benachbarten Creuzburg und dem Amt Creuzburg verwoben, die Einwohner Iftas leisteten Frondienste in dem Creuzburger Klosterhof in Ifta und auf der Creuzburg. Ifta lag im Mittelalter an der viel befahrenen Geleitstraße Lange Hessen, in Ifta auch mit dem Flurnamen Heerweg belegt. Oberhalb von Ifta befand sich wohl ein Wachturm auf der Wartekuppe – er diente der Überwachung der seit Jahrhunderten genutzten Straße. Während des Dreißigjährigen Krieges lagerten Kroaten unterhalb des Entenberges im Kroatengraben; auf ihren Plünderzügen im Ringgau verbreiteten sie um 1637 Angst und Schrecken. Auch Iftas Bevölkerung musste mehrfach in die Wälder fliehen, um zu überleben. Ähnlich erging es dem Ortsteil Wolfmannsgehau, eine Waldarbeitersiedlung unterhalb des Heldrasteins, noch heute versteckt in einem Seitental gelegen. 1640 zählte man in Ifta 30 aufgelassene (wüste) Höfe, nur ein Zwölftel der landwirtschaftlichen Flächen waren noch brauchbar; in Wolfmannsgehau waren die 4 Höfe abgebrannt, alle Männer tot und die Witwen zogen in die Nachbarstädte.
Der Ort besaß im Mittelalter mehrere Mühlen, sie wurden vom Klingborn angetrieben, einer stark sprudelnden Quelle im Lochgrund. Ein weiterer Quellbach ermöglichte den Betrieb der Ölmühle an der Archfelder Grenze gelegen. Etwa 200 m östlich von Ifta wurde an der Wehrecke der Mühlbach für die Creuzburger Mühlen abgezweigt, das Bodendenkmal ist noch auf ganzer Länge (etwa 5 km) im Gelände sichtbar.
Iftas Bevölkerung war überwiegend in der Landwirtschaft tätig, für die durchreisenden Fuhrleute und Handelsleute bestanden im Ort Werkstätten und Herbergen. Im 19. Jahrhundert wurde Tabakanbau und -verarbeitung in Ifta heimisch, hierzu wurde eine kleine Zigarrenfabrik eröffnet.
1879 wurden, basierend auf der Volkszählung von 1875, erstmals statistische Angaben zum Ort Ifta publiziert. Ifta hatte in diesem Jahr 160 Wohnhäuser mit 811 Einwohnern. Die Größe der Iftaer Flur betrug 1247,4 ha davon Höfe und Gärten 18,9 ha, Wiesen 102,6 ha, Ackerfläche 707,1 ha. Wald 345,7 ha, Teiche, Bäche und Flüsse 2,0 ha, auf Wege, Triften, Ödland und Obstbauplantagen entfielen 70,9 ha. Die damals noch nicht zu Ifta gehörigen Höfe der Kleinsiedlung Wolfmannsgehau wurden separat ausgewiesen. Die Größe der Wolfmannsgehauer Flur betrug 222,9 ha davon Höfe und Gärten 2,7 ha, Wiesen 4,1 ha, Ackerfläche 124,9 ha. Wald 87,0 ha, Teiche, Bäche und Flüsse 0,0 ha, auf Wege, Triften, Ödland und Obstbauplantagen entfielen 3,9 ha.
Beachtlich war auch der Viehbestand in den Orten: Ifta hatte 68 Pferde, 383 Rinder, 1039 Schafe, 269 Schweine und 74 Ziegen; in Wolfmannsgehau zählte man 7 Pferde, 53 Rinder, 94 Schafe, 19 Schweine und 4 Ziegen. Ifta wurde in dieser Übersicht als wohlhabender Ort bezeichnet.
Zur Flur Ifta-Wolfmannsgehau kamen nach 1945 noch die zuvor als Landeseigentum ausgewiesenen Staatsforste am Entenberg und am Heldrastein.
Während des Zweiten Weltkrieges mussten 20 Frauen und Männer, vorwiegend Ostarbeiter, in Ifta und Wolfmannsgehau in der Landwirtschaft Zwangsarbeit verrichten. Im August 1944 wurde der Iftaer Arbeiter Georg Schwanz als Plünderer im Landgericht Weimar hingerichtet.
Ifta lag zwischen 1945 und 1989 in der 5-km-Sperrzone entlang der Innerdeutschen Grenze, hier war eine Kompanie der Grenztruppen der DDR, zuletzt des Grenzregimentes Mühlhausen, – GR-1 „Eugen Leviné“, stationiert. Der Ortsteil Wolfmannsgehau lag im 500-Meter-Schutzstreifen und war dementsprechend besonders bewacht. Unmittelbar an der Landesgrenze befand sich auf hessischer Seite ein US-amerikanischer Stützpunkt (Observation point) dessen Wachturm gegenwärtig noch vorhanden ist.
1961 wurden als politisch unzuverlässig geltende Familien im Rahmen der Aktion Kornblume aus dem nur 2.000 m von der Grenze entfernten Ort in das Innere der DDR zwangsausgesiedelt. Mehrere Familien waren vorgewarnt und konnten noch nach Hessen fliehen.
Ab den 1990er Jahren gehörte Ifta der Verwaltungsgemeinschaft Creuzburg an, nach deren Auflösung der Verwaltungsgemeinschaft Hainich-Werratal. Im Rahmen der Gebietsreform in Thüringen verständigten sich die Gemeinde Ifta und die Stadt Treffurt, beim Freistaat Thüringen einen Antrag auf Eingemeindung Iftas nach Treffurt zum 1. Januar 2019 zu stellen. Die Thüringer Landesregierung nahm das Vorhaben in das Zweite Gesetz zur freiwilligen Neugliederung kreisangehöriger Gemeinden auf, das am 13. Dezember 2018 vom Thüringer Landtag verabschiedet wurde und zum Jahreswechsel 2018/19 in Kraft trat.

## Politik

### Ehemaliger Gemeinderat
Der Gemeinderat in Ifta setzte sich zuletzt aus zwölf Gemeinderatsmitgliedern zusammen:
- FDP: 4 Sitze
- UWG Ifta: 5 Sitze
- FWG Ifta: 3 Sitze

(Stand: Kommunalwahl am 25. Mai 2014)

### Bürgermeister 1990–2018
Bei der Kommunalwahl am 6. Mai 1990 wurde Rüdiger Schwanz (FDP) zum Bürgermeister von Ifta gewählt. Schwanz wurde bei der Kommunalwahl 1999 von seinem Parteifreund Marko Wallstein abgelöst. Wallstein legte sein Amt zum 31. Dezember 2013 nieder. Die Amtsgeschäfte führte bis zur Kommunalwahl 2014 kommissarisch der bisherige Beigeordnete Wolfgang Uth. Bei der Kommunalwahl am 25. Mai 2014 wurde Uth zum ehrenamtlichen Bürgermeister gewählt. Er erhielt 63,1 % der Stimmen und setzte sich damit gegen den erneut angetretenen Rüdiger Schwanz durch. Uth führte die Gemeinde bis zu deren Eingemeindung nach Treffurt.

### Ortsteilbürgermeister
Nach der Eingemeindung fungierte Uth als Ortsteilbürgermeister. Bei der Wahl am 5. Juli 2020 unterlag er seinem Mitbewerber Michael Regenbogen, der 76 % der Stimmen erhielt und damit neuer Ortsteilbürgermeister wurde.

## Kultur und Sehenswürdigkeiten

### Aktion Baumkreuz
Das „Baumkreuz bei Ifta“ wurde am 16. und 17. November 1990 mit 140 Bäumen auf der ehemaligen deutsch-deutschen Grenze, als „Start-Skulptur“, für eine West und Ost verbindende Allee zwischen Kassel und Eisenach gepflanzt. Das Baumkreuz besteht aus einer Eschenallee auf dem früheren Grenzstreifen, die eine Lindenallee entlang der Bundesstraße 7, die Thüringen mit Hessen verbindet, kreuzt. Zwischen den drei Eschenreihen steht der Grenzzaun, einer der längsten noch original erhaltenen Teile in Deutschland. Die „Aktion Baumkreuz“ knüpfte an den „Erweiterten Kunstbegriff“ von Joseph Beuys an, den dieser mit dem Projekt „7000 Eichen“ in Kassel verbunden hatte. Seit 1990 kommen jedes Jahr im November Menschen aus ganz Deutschland und helfen mit, das Projekt fortzupflanzen. Es ist mittlerweile auf mehr als eintausend Bäume angewachsen. Getragen wurde die Aktion bis 2014 von dem inzwischen gelöschten „Unternehmen Wirtschaft und Kunst – erweitert“, danach vom BUND Thüringen. Das Baumkreuz ist ohne große Einschränkungen jederzeit erleb- und begehbar. Hier informieren auch Schautafeln über das Baumkreuz und die Region.

### Bauwerke
Ifta verfügt über einen großen Bestand historischer Fachwerkhäuser aus dem 18. und 19. Jahrhundert, hierzu zählt auch das Wirtshaus Zum roten Hirsch. Im Zentrum des Ortes befindet sich die evangelische Trinitatiskirche, ein barocker Saalbau aus dem Jahr 1714 mit farbenfroher Ausstattung. Neben der Kirche befinden sich die Gemeindeverwaltung und der Dorfplatz mit einem nachgestalteten Gerichtstisch und neben der Bushaltestelle eine neu gepflanzte Linde am Anger. Einen Dorfanger und ein intaktes Ortsbild besitzt auch der Ortsteil Wolfmannsgehau. Unweit von Ifta ist ein Wachturm (4 × 4 m Grundfläche und 10 m hoch) aus der DDR-Zeit als Mahnmal erhalten (dieser befindet sich im Privatbesitz und wird vom Feuerwehrverein verwaltet und betreut), ebenso ein Stück Grenzzaun.
Am Westrand von Ifta liegt gegenüber dem Sportplatz die ehemalige Kaserne der Grenzkompanie – ein genormtes Militärgebäude aus der DDR-Zeit. Abgerissen wurde die Mühle am Klingborn. Beheimateter Sportverein ist der SV Eintracht Ifta.

### Naturdenkmal
Der Iftaer Klingborn zählt zu den beeindruckendsten Karstquellen im Wartburgkreis.

## Wirtschaft und Infrastruktur

### Verkehr
Durch Ifta führte seit dem Mittelalter die Handelsstraße Lange Hessen, auch Heerstraße genannt. Sie ist heute ein Abschnitt der Bundesstraße 7, die Kassel im Nordwesten unter anderem über Ringgau, Creuzburg und Krauthausen mit Eisenach im Südosten verbindet. An dieser Straße befindet sich zehn Kilometer südöstlich die Anschlussstelle 37 (Eisenach-West) der A 4. Am Roten Kopf beginnt die B 250 und führt zur Nachbarstadt Treffurt. Ifta ist der letzte thüringische Ort an der Bundesstraße 7 vor der hessischen Landesgrenze und war ab November 1989 einer der meistfrequentierten Grenzübergänge nach Hessen. In den Ortsteil Wolfmannsgehau führt die Kreisstraße K 500.

### Industrie
In Ifta fanden die Einwohner zumeist in der Land- und Forstwirtschaft sowie in der ortsansässigen Tabakfabrik Beschäftigung. Am westlichen Ortsrand befand sich in den 1980er-Jahren ein kleiner Produktionsstandort für Leiterplattenbestückung des VEB Mikroelektronik „Wilhelm Pieck“ Mühlhausen, der nach der Privatisierung 1990 zunächst als Berthold Kühn GmbH zum größten Arbeitgeber im Ort wurde und zuletzt in das benachbarte Krauthausen abwanderte.
Heute befindet sich im Gewerbegebiet In der Silbergrube der Standort der Firma Brand-Fenstertechnik GmbH. Am südlichen Rand der Ortslage befinden sich das Sägewerk und Zimmerei Frank Hermann GmbH und ein Agrarbetrieb (Milchviehwirtschaft).

### Medien
Ifta ist eines der wenigen Dörfer, die noch einen Dorffunk besitzen, in dem Nachrichten, Informationen und Aktuelles aus dem Ort gesendet wird. Zur Kirmes werden die Reden von Pfarrer und Bürgermeister durch den Dorffunk übertragen, sodass sie überall hörbar sind. Zu Beginn einer Durchsage wird das Lied „Alte Kameraden“ gespielt, damit die Aufmerksamkeit der Bewohner geweckt wird.
Die Thüringer Allgemeine und die Thüringische Landeszeitung sind als Tageszeitung mit Lokalredaktionen in Eisenach vertreten und berichten regelmäßig über den Ort.